# Toyoko Takahashi
Toyoko „Toyo“ Takahashi (japanisch 高橋 とよ Takahashi Toyo; * 15. Juli 1903 in Tokio, Tokio; † 14. März 1981) war eine japanische Schauspielerin und Autorin.

## Werdegang
Toyoko Takahashi erlernte den Schauspielberuf am Teikoku Gekijō, wo sie ihre Ausbildung 1920 abschloss. Im Anschluss spielte sie unter dem Bühnennamen Takahashi Toyo (in der Schreibung 高橋豊) an mehreren Theatern, bevor sie 1929 mit Sadao Maruyama und Kenji Usuda die Shintsukiji Theater Company gründete. Später wechselte sie zur Toho Theater Company.
Nachdem Takahashi 1924 in Ryōha Hatanakas Chimata no ko ihr Filmdebüt gegeben hatte, folgten bis zum Ende des Zweiten Weltkriegs sehr sporadisch weitere Filmauftritte. Die Filmdatenbank IMDb führt nur drei Filmrollen für diese Zeit. 1946 unterschrieb sie einen Vertrag beim Filmproduktionsstudio Shōchiku und war in den folgenden 25 Jahren eine viel beschäftigte Darstellerin. Häufig spielte sie in profilierten Nebenrollen Hausfrauen, Nachbarinnen, Bedienstete, Krankenschwestern, Ladenbesitzerinnen oder Gastwirtinnen in zeitgenössischen Dramen, Auftritte in Komödien und Historienfilmen sind eher selten. Zwischen 1949 in Später Frühling und 1962 in dessen letzten Film Ein Herbstnachmittag wirkte Takahashi in acht Filme von Ozu Yasujirō mit. Darunter in Klassikern wie Weizenherbst, Sommerblüten sowie Die Reise nach Tokyo. Daneben drehte sie unter anderem mit Mizoguchi Kenji, Kon Ichikawa, Yoshitarō Nomura, Manao Horiuchi, Imai Tadashi, Noboru Nakamura, Kinugasa Teinosuke, Shimizu Hiroshi, Masaki Kobayashi, Seijun Suzuki, Yamamoto Satsuo, Gosho Heinosuke, Uchida Tomu, Hiroshi Inagaki, Yōji Yamada, Yoshishige Yoshida, Makino Masahiro, Hideo Sekigawa und Keisuke Kinoshita. Seit 1963 war sie freiberuflich tätig und ab dieser Zeit auch vermehrt im Fernsehen tätig. Takahashi wirkte in weit über 100 Produktionen mit. Sie verfasste zudem zwei Bücher, darunter eine Autobiografie.

## Filmografie (Auswahl)
- 1946: Der Sieg der Frauen (Josei no shōri)[2]
- 1949: Später Frühling (Banshun)
- 1951: Weizenherbst (Bakushū)
- 1953: Die Reise nach Tokyo (Tōkyō monogatari)
- 1954: Vierundzwanzig Augen (Nijūshi no hitomi)
- 1957: Doshaburi[3]
- 1958: Sommerblüten (Higanbana)
- 1959: Guten Morgen (Ohayō)
- 1959: Abschied in der Dämmerung (Ukigusa)
- 1960: Spätherbst (Akibiyori)
- 1962: Ein Herbstnachmittag (Sanma no aji)
- 1962: Akitsu onsen

## Belege
1. ↑  『現代俳優名鑑』八宏社・1923(大正12)年刊
2. ↑  Der Sieg der Frauen. Abgerufen am 21. März 2025.
3. ↑  Filmstarts: When It Rains, It Pours. Abgerufen am 22. März 2025.

| Personendaten    | Personendaten |
| ---------------- | --- |
| NAME             | Takahashi, Toyoko |
| ALTERNATIVNAMEN  | Takahashi, Toyo (Bühnenname); 高橋豊子 (wirklicher Name, japanisch); 高橋豊 (Bühnenname, japanisch); 高橋とよ (Bühnenname, japanisch); 高橋 とよ子 (Bühnenname, japanisch) |
| KURZBESCHREIBUNG | japanische Schauspielerin |
| GEBURTSDATUM     | 15. Juli 1903 |
| GEBURTSORT       | Tōkyō-shi, Tōkyō-fu |
| STERBEDATUM      | 14. März 1981 |